# Jules Anglès

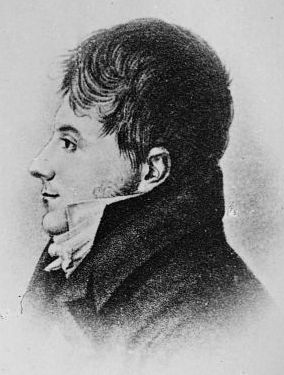
Jules Anglès

Jules Anglès (* 1778; † 16. Januar 1828 in Cornillon) war ein französischer Politiker.
Anglès übernahm während der Ersten Restauration die Position des Polizeiministers von Savary, duc de Rovigo. Dieses Amt hatte er vom 3. April 1814 bis zum 13. Mai 1814 inne, bevor er von Joseph Fouché, duc d’Otrante, abgelöst wurde.
Am 29. September 1815 wurde er zum Polizeipräfekten von Paris ernannt und löste Élie, comte Decazes, ab, der als Nachfolger von Fouché Polizeiminister wurde. Über sechs Jahre lang diente er als Oberhaupt der Pariser Polizei. Da sich aber nach der Ermordung des duc de Berry im Februar 1820 die Vorwürfe gegen ihn mehrten, musste er am 20. Dezember 1821 zurücktreten. Sein Nachfolger wurde Guy Delavau.
1826 war er noch für kurze Zeit Bürgermeister der Gemeinde Mably im Département Loire, bevor er Anfang 1828 starb.